# Nodar Gvakharia
Nodar Gvakharia (en géorgien : ნოდარ გვახარია, né le 16 avril 1932 à Tbilissi, mort le 14 novembre 1996) est un joueur de water-polo soviétique (géorgien), qui remporte une médaille de bronze aux Jeux olympiques de 1956 à Melbourne.